# Ollajvs
Ollajvs är en by och ett naturreservat och Natura 2000-omrade
på östra Gotland i Alskogs socken. Naturreservatet är drygt 115 hektar stort och har huvudsakligen grandominerad skog. Reservatet är mycket sankt och genom området rinner Svajdeån som utgör lek- och uppväxtplats för havsöring. 
I och i nära anknytning till naturreservatet ligger Gålrums gravfält med den stora bronsåldersgraven Digerrojr.